# Christina zu Mecklenburg

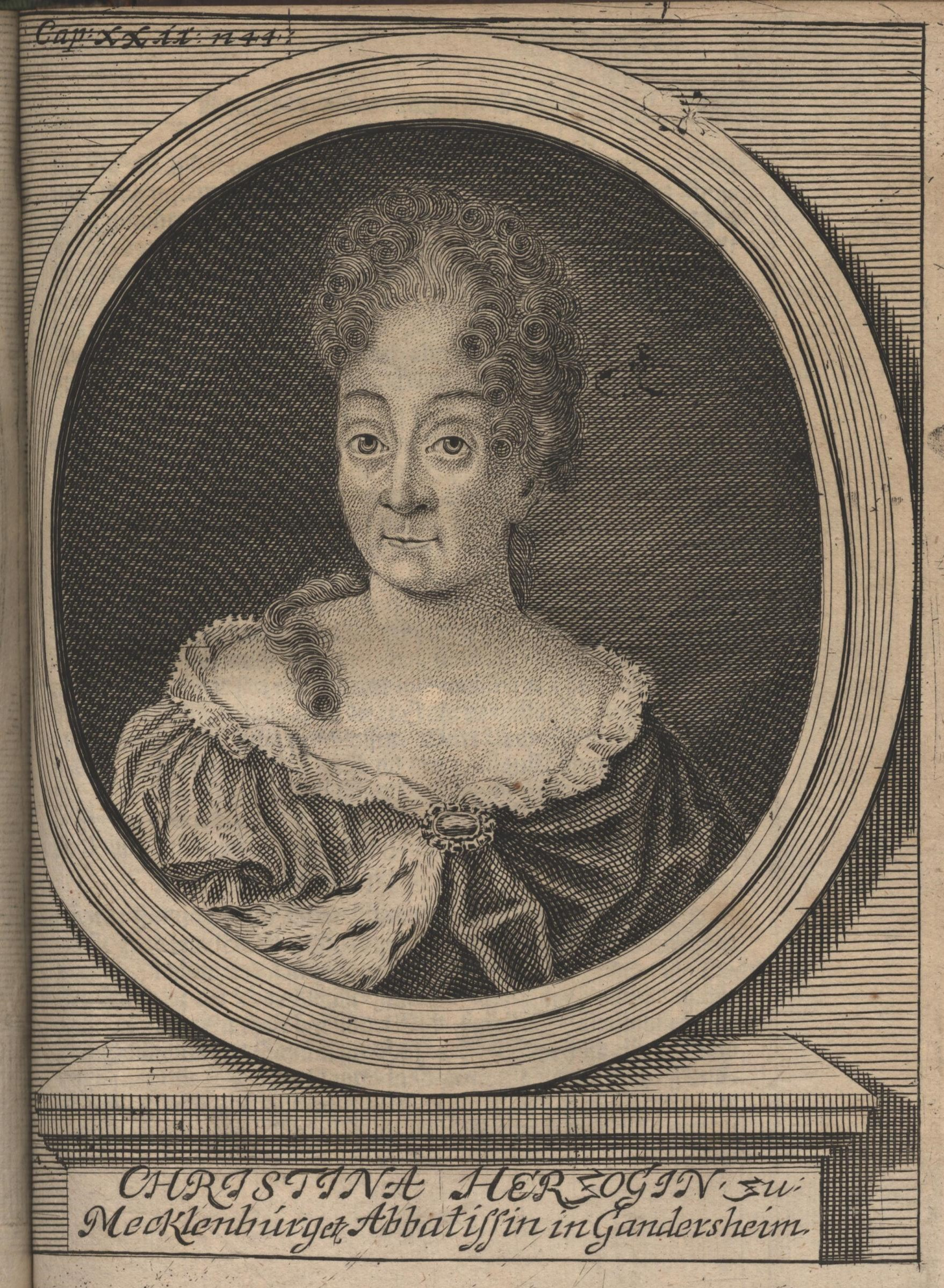
Christina zu Mecklenburg als Äbtissin von Gandersheim

Christina, Herzogin zu Mecklenburg(-Schwerin) (* 8. August 1639; † 30. Juni 1693 in Gandersheim) war eine Prinzessin aus dem Haus Mecklenburg-Schwerin. Von 1681 bis 1693 war sie als Christina II. Äbtissin von Gandersheim und damit Reichsfürstin.

## Leben
Christina war das dritte Kind aus der zweiten Ehe von Herzog Adolf Friedrich von Mecklenburg-Schwerin mit Marie Katharina (1616–1665), Tochter von Herzog Julius Ernst von Braunschweig-Dannenberg (1571–1636). 
Auf Bitten ihrer Mutter seit 1661 und durch Vermittlung von Herzog Anton Ulrich erhielt sie 1665 eine Präbende als Kanonissin im Kaiserlich freien weltlichen Reichsstift Gandersheim.
Obwohl sie von den drei residierenden Kanonissen die jüngste war, wurde sie auf Empfehlung Herzog Augusts des Jüngeren am 3. Oktober 1665 als Nachfolgerin der zur Äbtissin aufgerückten Dorothea Hedwig von Schleswig-Holstein-Sonderburg-Norburg zur Dekanin und damit zur Stellvertreterin der Äbtissin gewählt.  Nach Dorothea Hedwigs Resignation in Folge ihrer Konversion 1678 folgte sie dieser jedoch (noch) nicht als Äbtissin nach, weil Herzog Rudolf August Dorothea Hedwigs Ausscheiden dazu nutzte, dem Stiftskapitel seine Tochter Christine Sophie (1654–1695) zur Äbtissin zu präsentieren. Christine Sophie wurde auch gewählt, schied aber schon 1681 aus dem Amt, um ihren Cousin August Wilhelm von Braunschweig-Wolfenbüttel zu heiraten.
Nun wurde Christina am 9. August 1681 zur Äbtissin gewählt. Ihre feierliche Amtseinführung fand am 11. Oktober statt, nachdem sie die Wahlkapitulation geleistet hatte. Ihre Belehnung mit den Regalien durch Kaiser Leopold I. erfolgte am  13. April 1683.

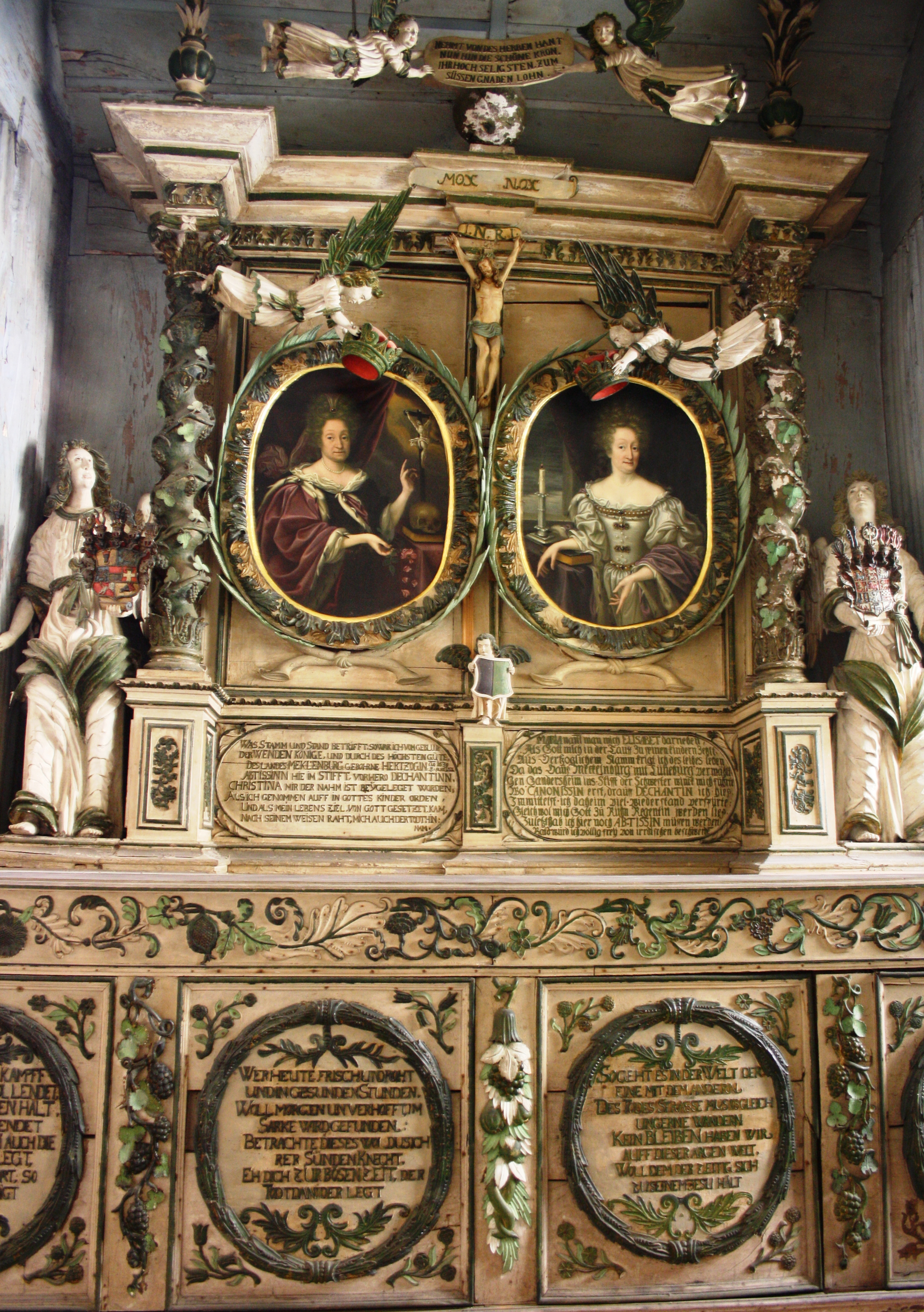
Mecklenburgisches Grabmal in der Stiftskirche Gandersheim der Äbtissinnen Christina und Marie Elisabeth zu Mecklenburg

Sie starb am 30. Juni 1693 an einem Brustschaden.
Schon zu Lebzeiten hatte sie für sich und ihre Schwester Marie Elisabeth in der Marienkapelle der Stiftskirche ein barockes Grabmal errichten lassen. Die Inschriften in Alexandrinern zum Thema Tod und Vergänglichkeit werden dem Pastor Arnold Gottfried Ballenstedt (1660–1722) zugeschrieben.  In diesem Mecklenburgischen Grabmal wurde ihr Sarkophag am 3. August 1693 beigesetzt. Das Grabmal, das Großherzog Friedrich Franz III. 1892 restaurieren ließ, ähnelt dem ihrer Halbschwester Sophie Agnes (1625–1694) im Kloster Rühn.
Ihre Nachfolgerin wurde Henriette Christine von Braunschweig-Wolfenbüttel.